# كيريا (دراما)
كيريا (Κύρια) هي مدينة في دراما في مقاطعة فوريا إلادا في اليونان.